# 三塚村
三塚村（みつづかむら）は、かつて岐阜県安八郡にあった村である。
現在の大垣市三塚町などに該当する。

## 歴史
- 1889年（明治22年）7月1日 - 町村制により、三塚村が発足。
- 1897年（明治30年）4月1日 - 加賀野村、今宿村、小野村、沢渡村、世保村と合併し三城村が発足。同日三塚村廃止。